# Абуш (Румунія)
Абуш (рум. Abuș) — село у повіті Муреш в Румунії. Входить до складу комуни Міка.
Село розташоване на відстані 251 км на північний захід від Бухареста, 25 км на південний захід від Тиргу-Муреша, 75 км на південний схід від Клуж-Напоки, 122 км на північний захід від Брашова.

## Населення
За даними перепису населення 2002 року у селі проживали 363 особи.
Національний склад населення села:
| Національність | Кількість осіб | Відсоток |
| -------------- | -------------- | -------- |
| угорці         | 178            | 49,0%    |
| румуни         | 150            | 41,3%    |
| цигани         | 35             | 9,6%     |

Рідною мовою назвали:
| Мова      | Кількість осіб | Відсоток |
| --------- | -------------- | -------- |
| угорська  | 177            | 48,8%    |
| румунська | 158            | 43,5%    |
| циганська | 28             | 7,7%     |